# Helena av Moskva
Helena av Moskva, född 19 maj 1476, död 20 januari 1513, var drottning av Polen och storfurstinna av Litauen som gift med kung Aleksander Jagiellon av Polen, storfurste av Litauen. Hon hade en nära relation till Aleksander, men hennes ställning som ortodox i ett katolskt land och hennes stöd för ortodoxa gjorde henne kontroversiell.

## Biografi
Helena var dotter till storfursten Ivan III av Moskva och Zoe av Bysans. Inte mycket är känt om hennes uppväxt, men hon beskrivs som en skönhet, och hon fick en högre utbildning än de flesta samtida kvinnor eftersom hon kunde läsa och skriva under en tid när till och med många kungliga kvinnor var analfabeter. Hon var tidigt föremål för äktenskapsförslag, och föreslogs 1489 gifta sig med den senare Maximilian I (tysk-romersk kejsare).

### Storfurstinna av Litauen
Äktenskapet arrangerades som en del av freden mellan Litauen och storfurstendömet Moskva efter det rysk-litauiska kriget 1487–1494. Vigseln ägde rum i Litauens huvudstad Vilnius 15 februari 1495. I enlighet med äktenskapsfördraget tilläts Helena behålla sin ortodoxa religion och tvingades inte konvertera till katolicismen.
Helena beskrivs som självständig och intelligent. Hon betraktades med respekt, även om hennes vägran att övergå till katolicismen gjorde henne kontroversiell. I Litauen ville man gärna att hon skulle agera för att förena den katolska och ortodoxa kyrkan i landet, och satte press på henne att konvertera frivilligt, men det gjorde hon aldrig. Moskva betraktade henne som en agent i fiendelägret och som en beskyddare för de ortodoxa i Litauen. Helena stödde aktivt de ortodoxa och gjorde donationer till ortodoxa kyrkor och kloster.
Relationen mellan Helena och Aleksander Jagiellon beskrivs som god. Paret fick dock inga överlevande barn. Efter två missfall 1497 och 1499 blev Helena steril och led i fortsättningen av dålig hälsa.

### Drottning av Polen
I juni 1501 avled hennes svåger, kungen av Polen, och hennes make efterträdde honom i oktober som Polens monark. I Polen var hennes ortodoxa religion mer kontroversiell än den hade varit i Litauen. Den polska adeln och prästerskapet krävde att hon antingen skulle konvertera eller att Aleksander skulle skilja sig från henne. Påven utfärdade en dispens som löste Aleksander från hans löfte att inte tvinga Helena att konvertera, och gav honom tillstånd att antingen skilja sig från henne eller tvinga henne att konvertera mot hennes vilja. Aleksander vägrade dock vare sig att tvinga henne att konvertera eller att skilja sig från henne, försvarade henne från alla förolämpningar och donerade henne stora besittningar som gav henne ekonomisk trygghet och självständighet. Han utverkade även 1505 en bestämmelse från nästa påve att Helena skulle få behålla sin egen tro. Den polska adeln förhindrade hennes kröning till drottning av Polen på grund av hennes religion och erkände därmed inte hennes titel som drottning och kallade henne aldrig för det, även om hon själv med makens stöd använde titeln.
Helena agerade diplomat och medlare mellan Moskva och Litauen-Polen under kriget. I mars 1503 skrev hon ett brev till sin far Ivan III där hon passionerat bad honom om fred mellan länderna. Hon möttes av en utskällning, men Moskva och Litauen-Polen slöt en sexårig vapenvila.

### Senare liv
Den 19 augusti 1506 avled Aleksander och efterträddes av sin bror Sigismund I. Aleksander hade utverkat ett löfte av sin bror att behandla Helena väl. Helena ville som barnlös trettioårig änka återvända till sitt hemland Moskva, men tvingades stanna kvar. Hon blev dock väl behandlad och tilläts bo med sitt eget hov i slottet i Vilnius med en generös inkomst. Hon levde sparsamt och ekonomiskt och kunde samla på sig en stor förmögenhet genom sitt ekonomiska sinne. I april 1507 återupptogs det moskovitisk-litauiska krigen. Hon avvisade sin bror Vasilij III av Moskvas förslag att installera honom på den polska tronen och höll sig utanför kriget, trots att Moskva använde henne som en propagandafråga under kriget genom att påstå att hon blev illa behandlad. Kriget avslutades i oktober 1508.
1511 ville Helena återvända till Moskva, men hennes svåger kung Sigismund vägrade återigen tillåta det. Han ville inte riskera att hon försåg Moskva med viktig information, och heller inte att hon överförde sin ansenliga förmögenhet utomlands. Hon planerade att passera gränsen via Braslaw i hemlighet, men då en tjänare avslöjade henne greps hon och sattes under husarrest. Detta var en av orsakerna till kriget 1512–1522. Helena avled under en resa till Braslaw. Hon ryktas ha blivit förgiftad av Mikołaj Radziwiłł.